# 早安，晨之美！
《早安，晨之美！》是盧廣仲的第2張單曲作品。

## 收錄歌曲
1. 早安，晨之美！
  - 作詞：盧廣仲，作曲：盧廣仲
2. Boring
  - 作曲：盧廣仲，演唱：老鼠公司，吉他：盧廣仲
3. 卡拉，晨之美！(Instrumental)